# Mankanza (territoire)
Pour les articles homonymes, voir Makanza et Bangala (homonymie).
Le territoire de Makanza ou Mankanza, est une entité administrative déconcentrée de la province de l'Équateur en république démocratique du Congo.

## Histoire
Anciennement connue sous le nom de Station Bangala puis de Nouvelle-Anvers ou Nieuw-Antwerpen, la localité chef-lieu du territoire est un port sur le fleuve Congo. Située à mi-chemin entre Kinshasa (anciennement Léopoldville) et Kisangani (anciennement Stanleyville), le lieu abrita un comptoir européen dès les années 1890. La localité fut l'une des principales étapes de l'expédition de secours à Emin Pasha.

## Population
Les Bangalas, occupant la région, furent parmi les premiers peuples à entrer au contact des colonisateurs. Leur langue, le lingala, finit par se confondre avec la langue du fleuve, lingua franca anciennement connue sous le nom de « lobangi ».

## Secteurs
Le territoire de Makanza compte 3 secteurs :
1. Bangala, 4 groupements de 34 villages,
2. Mweko, 2 groupements de 21 villages,
3. Ndobo, 4 groupements de 17 villages.

## Localités

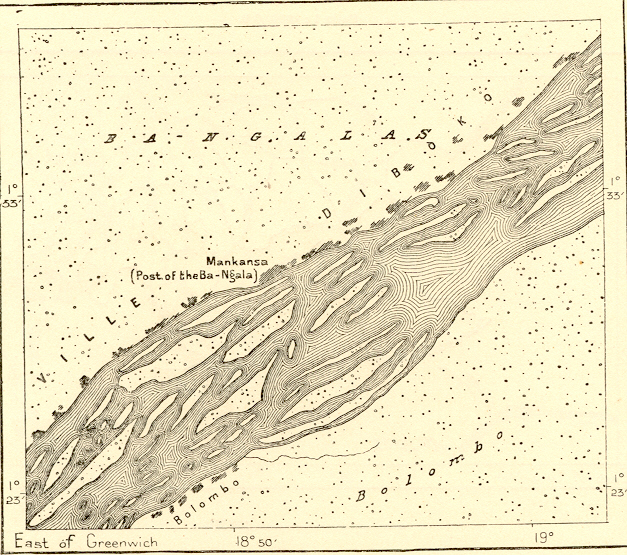
Carte de Makanza / Station Bangala vers 1890.

Les principales localités sont :
- Bolombo
- Mabanga
- Mankanza, chef-lieu
- Malele
- Malundja
- Mobeka
- Lusenge.

## Démographie
| 1994   | 2004   |
| ------ | ------ |
| 37 048 | 41 447 |

## Personnalités
- Lomponda Wa Botembe (1936-) militaire et membre de gouvernement congolais.
- Mwalele Tayson Wa Mankanza (1927) enseignat école primaire mata boïke.